# NGC 4183
NGC 4183 är en spiralgalax med en svag kärna och en öppen spiralstruktur som ligger ca 55 miljoner ljusår från solsystemet i stjärnbilden Jakthundarna. Den upptäcktes år 1778 av William Herschel.
NGC 4183 ingår i NGC 4111-gruppen, som är en del av Stora Björnmolnet och är den näst största gruppen i molnet efter NGC 3992-gruppen.

## Supernova
En supernova,SN 1968U (okänd typ, magnitud 14,5), har observerats i NGC 4183. Den upptäcktes av Justus R. Dunlap den 29 oktober 1968.